# Ян Петерсен (велогонщик)
Ян Петерсен (дан. Jan Petersen, 28 липня 1970) — данський велогонщик.
Бронзовий призер Олімпійських Ігор 1992 року в командній гонці переслідування, учасник 1996 року.
Срібний призер Чемпіонату світу з трекових велоперегонів 1994 року в гонці за очками, бронзовий призер 1993 року в командній гонці переслідування.